# Языки Палау
Официальными языками Палау являются палауский и английский. Оба языка используются в государственном и муниципальном управлении и в образовании, в повседневной жизни вне туристической индустрии в большинстве штатов чаще всего используется палауский.

## Англау
Среди молодёжи в городах популярен так называемый англау — смешанный идиом, сочетающий палауские, английские и японские элементы. Некоторые лингвисты описывают это явление как частный случай переключения кодов.

## Региональные языки
В трёх из шестнадцати штатов Палау наряду с общегосударственными используются региональные языки. В штате Ангаур это японский, в штатах Сонсорол и Хатохобеи — языки коренного микронезийского населения сонсорольский и тобийский, близкие языкам улити и волеаи, распространённым в западной части Федеративных штатов Микронезии.